# Joe Thompson
Joe Thompson (Bath, Inglaterra, 5 de marzo de 1989-17 de abril de 2025) fue un futbolista inglés que jugó en la posición de centrocampista.

## Equipos
| Club               | Temporada     | Liga               | Liga        | Liga  | FA Cup      | FA Cup | Copa de la Liga | Copa de la Liga | Otros       | Otros | Total       | Total |
| Club               | Temporada     | División           | Apariciones | Goles | Apariciones | Goles  | Apariciones     | Goles           | Apariciones | Goles | Apariciones | Goles |
| ------------------ | ------------- | ------------------ | ----------- | ----- | ----------- | ------ | --------------- | --------------- | ----------- | ----- | ----------- | ----- |
| Rochdale           | 2005-06       | League Two         | 1           | 0     | 0           | 0      | 0               | 0               | 0           | 0     | 1           | 0     |
| Rochdale           | 2006-07       | League Two         | 13          | 0     | 0           | 0      | 0               | 0               | 0           | 0     | 13          | 0     |
| Rochdale           | 2007-08       | League Two         | 12          | 1     | 0           | 0      | 0               | 0               | 1           | 0     | 13          | 1     |
| Rochdale           | 2008-09       | League Two         | 30          | 5     | 1           | 0      | 0               | 0               | 4           | 0     | 35          | 5     |
| Rochdale           | 2009-10       | League Two         | 36          | 6     | 2           | 2      | 1               | 0               | 1           | 0     | 40          | 8     |
| Rochdale           | 2010-11       | League One         | 32          | 2     | 0           | 0      | 1               | 0               | 1           | 0     | 34          | 2     |
| Rochdale           | 2011-12       | League One         | 17          | 1     | 0           | 0      | 3               | 0               | 1           | 0     | 21          | 1     |
| Rochdale           | Total         | Total              | 141         | 15    | 3           | 2      | 5               | 0               | 8           | 0     | 157         | 17    |
| Tranmere Rovers    | 2012-13       | League One         | 19          | 1     | 2           | 1      | 2               | 0               | 1           | 0     | 24          | 2     |
| Tranmere Rovers    | 2013-14       | League One         | 6           | 2     | 0           | 0      | 1               | 0               | 1           | 0     | 8           | 2     |
| Tranmere Rovers    | Total         | Total              | 25          | 3     | 2           | 1      | 3               | 0               | 2           | 0     | 32          | 4     |
| Rochdale (cedido)  | 2012-13       | League Two         | 7           | 0     | 0           | 0      | 0               | 0               | 0           | 0     | 7           | 0     |
| Bury               | 2014-15       | League Two         | 1           | 0     | 1           | 0      | 1               | 0               | 1           | 0     | 4           | 0     |
| Wrexham (cedido)   | 2014-15       | Conference Premier | 0           | 0     | 0           | 0      | ~               | ~               | 1           | 0     | 1           | 0     |
| Southport (cedido) | 2014-15       | Conference Premier | 4           | 0     | 0           | 0      | ~               | ~               | 0           | 0     | 4           | 0     |
| Carlisle United    | 2015-16       | League Two         | 15          | 1     | 1           | 0      | 0               | 0               | 1           | 0     | 17          | 1     |
| Rochdale           | 2016-17       | League One         | 21          | 3     | 2           | 0      | 2               | 0               | 2           | 0     | 27          | 3     |
| Rochdale           | 2017-18       | League One         | 10          | 1     | 1           | 0      | 0               | 0               | 0           | 0     | 11          | 1     |
| Rochdale           | 2018-19       | League One         | 1           | 0     | 0           | 0      | 0               | 0               | 0           | 0     | 1           | 0     |
| Total carrera      | Total carrera | Total carrera      | 225         | 23    | 10          | 3      | 11              | 0               | 15          | 0     | 261         | 26    |

## Enfermedad y muerte
El 1 de noviembre de 2013 Thompson fue diagnosticado con una esclerosis nodular causado por el linfoma de Hodgkin, un raro tipo de cáncer, por lo que inmediatamente pasó a recibir quimioterapia para su tratamiento. El ejecutivo en jefe del Tranmere Rovers Mick Horton respaldó el apoyo del club hacia él. El diagnóstico puso en shock a sus compañeros de equipo Jack Redshaw y Ryan Lowe (que le dedicó su gol ante el Accrington Stanley el 9 de noviembre de 2013), además de quienes fueron sus entrenadores Keith Hill y Ronnie Moore. Se puso el reto 'Grow 4 Joe' por Thompson. Después dio crédito al tenista Ross Hutchins luego de superar el mismo tipo de cáncer, el cual lo inspiró en su lucha contra la enfermedad. El 16 de junio de 2014 Thompson anunció en su cuenta de Twitter que pasó a remisión tras meses de quimioterapia con posibilidad de regresar al fútbol.
El 16 de marzo de 2017 Thompson anunció en la página oficial del Rochdale que el cáncer había regresado. Un mes después de dar una entrevista para The Sun habló sobre el apoyo familiar, en especial por su hija. Thompson se convirtió en vegano para recuperar su fuerza física. En junio de 2017 venció al cáncer por segunda vez.
En abril de 2024 Thompson reveló que tenía linfoma en fase 4 que le afectó los pulmones. Thompson murió a causa de la enfermedad el 17 de abril de 2025 a los 36 años.